# 傑留金山
71°51′S 11°20′E / 71.850°S 11.333°E
傑留金山（英語：Mount Deryugin）是南極洲的山峰，位於東部南極洲的毛德皇后地，屬於利布克內希山脈的一部分，海拔高度2,635米，該山峰由德國的探險隊發現。